# Ангел Игов
Ангел Михайлов Игов е български писател, литературен критик, преводач и културен журналист.

## Биография
Роден е на 3 юли 1981 г. е София. През 2004 – 2005 г. води предаването „Всяка събота“ по радио „NET“. Постоянен наблюдател за книги на в. „Култура“ (2006 – 2008) и на телевизионното предаване на TV7 „5 по Рихтер“ (2005 – 2009).
Преподавател в катедра „Англицистика и американистика“ на Софийския университет „Св. Климент Охридски“.
Един от създателите на инициативата „Литурне“ (2005). Член на журито на Конкурса за български роман на годината „ВИК“ (2007), на Националната награда „Иван Николов“ (2009), на Националната литературна награда „Елиас Канети“ (2013) и на националната Славейкова награда за лирично стихотворение за 2016 г..
Член на редколегията на списание „Granta България“.
Превежда проза и поезия от английски език. Член на Съюза на преводачите в България.
Поддържа блоговете „Анапест“ и „Ruritania Press“.

## Семейство
Ангел Игов произхожда от семейство на общественици и интелектуалци. Негов баща е философът Михаил Игов, ст.н.с. към Института по философски науки към БАН, а известният литературен критик Светлозар Игов е негов чичо.
Негов дядо по майчина линия е известният български икономист акад. Евгени Матеев.
Съпругата му гл. ас. д-р Боряна Ангелова-Игова е преподавател по философия в НСА. Имат син Боян, роден през 2012 г.

## Творчество
Автор е на романите „Кратка повест за срама“ (2011), „Кротките“ (2015) и „Фини прахови частици“ (2017), както на два сборника с разкази: „Срещи на пътя“ (2002) и „К.“ (2006). Негови разкази са превеждани на английски, френски, унгарски, сръбски, хърватски и словенски език. Публикува във вестниците „Култура“, „Литературен вестник“ и „Сега“, в приложението „Капитал Light“, в списанията „Алтера“ и „Следва“ и др.

## Награди
Носител е на няколко награди: Голямата награда в категория „Проза“ от националния преглед-конкурс за дебютна литература „Южна пролет“ за „Срещи на пътя“ (2003), наградата „Рашко Сугарев“ за разказа „Всичко“ (2002), наградата „Боян Пенев“ за литературна критика (2005) и др. Сборникът „К.“ е номиниран за наградата „Елиас Канети“ (2006). Романът „Кратка повест за срама“ заедно с романа на Захари Карабашлиев „18 % сиво“ печели конкурса на фондация „Елизабет Костова“ за превод на английски език и публикация в американското издателство „Open Letter“. Романът „Кротките“ е номиниран за наградата „Хеликон“.
Като преводач е четирикратно номиниран за годишната награда „Кръстан Дянков“ на Фондация „Елизабет Костова“ (2008, 2009, 2014, 2015) и два пъти неин носител (2016, 2018).
На 10 юни 2016 г. става носител на Националната награда „Христо Г. Данов“ в раздел „Българска художествена литература“ за романа „Кротките“.
Преводачът на романа „Кротките“ на немски език Андреас Третнер е номиниран за наградата за превод на Лайпцигския панаир на книгата през 2020 г.

### Монографии
- „Знамена и ключове: поетика на епиграфа“, ИК „Жанет 45“, Пловдив, 2022, 212 с. ISBN 978-619-186-706-6
- „Как се прави град: Фикционални модели на града в съвременния британски роман (Иън Макюън и Мартин Еймис)“, УИ „Св. Климент Офхридски“, София, 2023, 328 с. ISBN 9789540757537

### Белетристика
- „Срещи на пътя“, ИК „ЛОДОС“, София, 2002 (разкази)
- „К.“, ИК „Адрона“, София, 2006 (разкази)
- „Кратка повест за срама“, ИК „Сиела“, София, 2011 (роман)[17][18][19]
  - ((en)) „A Short Tale of Shame“. Преводач Анджела Родел. Open Letter Books, 2013, 145 р.
- „Кротките“, ИК „Жанет 45“, Пловдив, 2015 (исторически роман)[20][21][22][23][24][25]
- „Фини прахови частици“, ИК „Жанет 45“, Пловдив, 2017 (роман)[26][27][28][29]

### Преводи от английски
- Пол Остър, „Книга на илюзиите“, ИК „Златорогъ“, 2005; ИК „Колибри“, 2008.
- Мартин Еймис, „Другите“, ИК „Фама“, 2006.
- Дъглас Кенеди, „Мъртво сърце“, ИК „Колибри“, 2007.
- Иън Макюън, „Изкупление“, ИК „Колибри“, 2009.
- Анджела Картър, „Адските машини за желания на доктор Хофман“, ИК „Алтера“, 2010.
- Уилям Уърдзуърт и Самюъл Тейлър Колридж, „Лирически балади“, ИК „Алтера“, 2010.
- Ма Дзиен, „Майсторът на фиде“, ИК „Жанет 45“, 2011.
- Джон Банвил, „Думата на обвиняемия“, ИК „Алтера“, 2013.
- Хорхе Луис Борхес, „Това изкуство на поезията“, ИК „Сиела“, 2013.
- Джон Ланчестър, „Опааа! Защо всеки на всекиго е длъжник и никой не може да си плати“, ИК „Жанет 45“, 2013.
- Анджела Картър, „Умни деца“, ИК „Алтера“, 2013.
- Дж. Р. Р. Толкин, „Легендата за Сигурд и Гудрун“, ИК „Сиела“, 2014.[30]
- Умберто Еко, „Изповедите на младия романист“, ИК „Сиела“, 2014.
- Умберто Еко, „Шест разходки в горите на измислицата“, ИК „Сиела“, 2014.
- Джеръми Пейдж, „Колекционерът на изгубени неща“, „Smart Books“, 2015.
- Колсън Уайтхед, „Подземната железница“, „Лист“, 2018.